# Pierre de Cairntradlin
La pierre de Cairntradlin est un mégalithe situé près d'Aberdeen, en Écosse.

## Situation
La pierre se trouve à environ deux kilomètres au nord-nord-ouest du village de Blackburn, dans l'Aberdeenshire ; elle se dresse dans un champ bordant la Kingsfield Road.

## Description
Datée de la fin du Néolithique ou de l'Âge du bronze, la pierre de Cairntradlin est un bloc de granite mesurant 1,55 m de hauteur pour une largeur de 60 cm et une épaisseur de 50 cm.